# Clavija venosa
Clavija venosa är en viveväxtart som beskrevs av B. Ståhl. Clavija venosa ingår i släktet Clavija och familjen viveväxter. Inga underarter finns listade i Catalogue of Life.